# Vần chân
Vần chân còn gọi là cước vận. Vần được gieo vào cuối dòng thơ, có tác dụng đánh dấu sự kết thúc dòng thơ và tạo nên mối liên kết giữa các dòng thơ. Vần chân rất đa dạng: khi liên tiếp, khi gián cách, khi ôm nhau, khi hỗn hợp các loại trên,..
Sông Mã xa rồi Tây Tiến ơi
Nhớ về rừng núi nhớ chơi vơi
Sài Khao sương lấp đoàn quân mỏi
Mường Lát hoa về trong đêm hơi.

(Quang Dũng, Tây Tiến)
Ôi những cánh đồng quê chảy máu
Dây thép gai đâm nát trời chiều
Những đêm dài hành quân nung nấu
Bỗng bồn chồn nhớ mắt người yêu.

(Nguyễn Đình Thi, Đất nước)
Ở đây không gỗ ván
Vùi anh trong tấm chăn
Của đồng bào Cửa Ngăn
Tặng tôi ngày phân tán.

(Hoàng Lộc, Viếng bạn)
Vần chân là hình thức gieo vần phổ biến nhất trong thơ ca Việt Nam.